# Julius Helfft
Julius Eduard Wilhelm Helfft (* 6. April 1818 in Berlin, Preußen; † 28. März 1894 ebenda) war ein deutscher Landschafts- und Architekturmaler.

## Leben und Wirken
Julius Helfft studierte als Schüler des Landschaftsmalers Wilhelm Schirmer ab 1835 an der Königlich Preußischen Akademie der Künste in Berlin. Auf den Akademieausstellungen zeigte er seit 1836 Landschafts- und Architekturansichten aus der Mark Brandenburg, Sachsen, Böhmen und Schlesien und nach seinem ersten Studienaufenthalt in Florenz, Rom, Neapel und Genua, zwischen 1843 und 1847, zudem Veduten aus italienischen Regionen. Einige seiner Gemälde erwarb Friedrich Wilhelm IV., von denen mindestens sechs in preußischen Schlössern hingen. In den letzten Lebensjahren konnte Helfft seinen Beruf wegen eines Augenleidens nicht mehr ausüben.
Er vermachte der Berliner Kunstakademie einen Teil seiner Skizzen und Studien und gründete eine Stiftung, deren Ertrag die Akademie jährlich nach einem Wettbewerb junger deutscher Landschaftsmaler dem Sieger als „Julius-Helfftschen-Preis“ zur Finanzierung einer einjährigen Studienreise auszahlte. Ein Teil seiner Werke wurden im Zweiten Weltkrieg zerstört oder gingen als Kriegsbeute verloren.

## Werke (Auswahl)

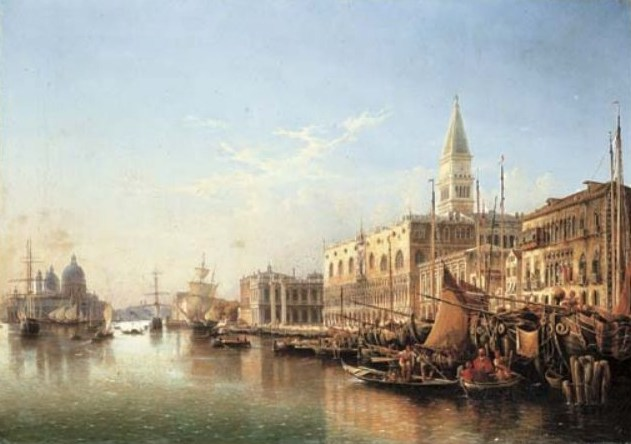
Venedig: Das Riva degli Schiavoni, außerhalb im Westen die Punta della Dogana und Santa Maria della Salute

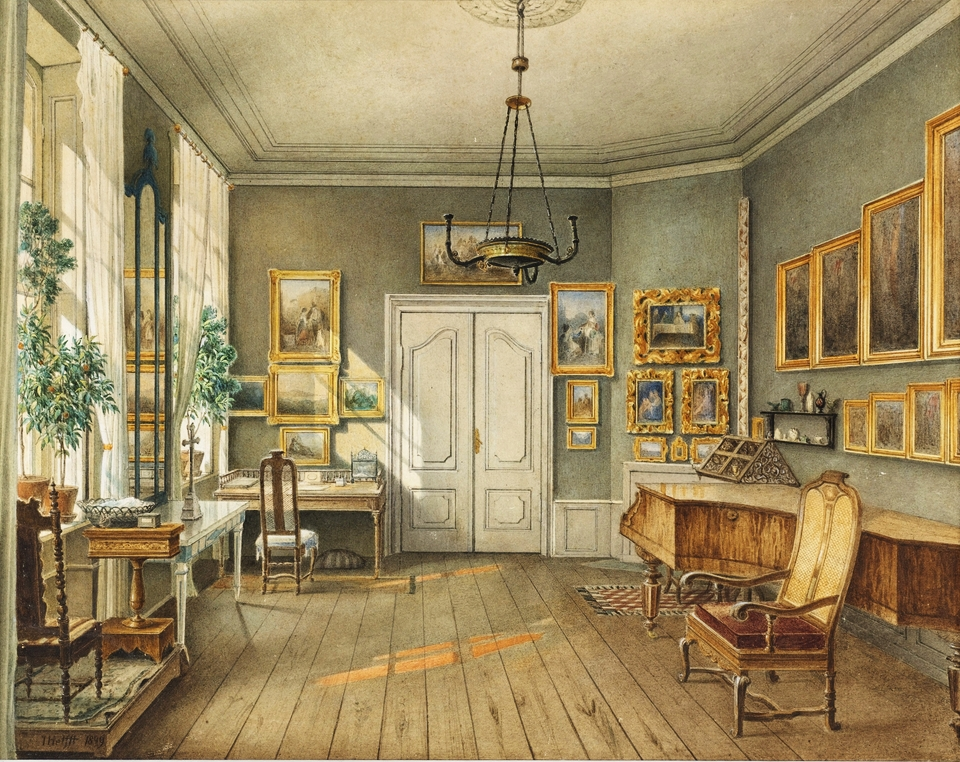
Das Musikzimmer von Fanny Hensel, geb. Mendelssohn Bartholdy

- Venedig: Das Riva degli Schiavoni, außerhalb im Westen die Punta della Dogana und Santa Maria della Salute, 1844
- Blick von der Terrasse eines Hauses in Sorrent auf den Vesuv, 1845
- Der Dogenpalast in Venedig und ein Sizilianischer Klosterhof, 1847
- Blick in die Loggia einer italienischen Villa, Villa Frascati in Rom, 1848
- Das Musikzimmer von Fanny Hensel, geb. Mendelssohn Bartholdy, 1849
- Venedig, 1849
- Villa mit Pergola am Golf von Neapel, 1850  (Das Gemälde entstand in Erinnerung an das Zusammentreffen in Rom 1845 mit seiner Cousine Fanny Lewald und deren späteren Ehemann, dem Schriftsteller Adolf Stahr, für den Julius Helffts die Vedute malte. Das Landschaftsgemälde ist Teil der musealen Ausstattung von Schloss Glienicke, Berlin)
- Ansicht von Venedig, 1854
- Dogenpalast in Venedig, 1856
- Kloster San Giorgio Maggiore zu Venedig
- Palazzo Vecchio in Florenz